# 스픈즈
스픈즈(모로코 아랍어·알제리 아랍어: سفنج, 표준 아랍어:  사판즈[*])는 마그레브 지역의 도넛이다. "스펀지"라는 뜻이며, 스펀지처럼 폭신폭신하다. 리비아에서는 스핀즈(리비아 아랍어: سفنز)로도 부르며, 알제리 등지에서는 크프프(알제리 아랍어: خفاف, 표준 아랍어:  카파프[*])로도, 튀니지에서는 밤발루니(튀니지 아랍어: بمبالوني)로도 부른다. 모로코 유대인에 의해 이스라엘에도 전해졌으며, 스핀지(히브리어: ספינג')라 불린다.
설탕을 뿌려 먹거나 꿀에 담갔다 먹으며, 마그레브식 민트 녹차인 아타이나 커피에 곁들이는 간식이다.

## 이름
모로코 아랍어와 알제리 아랍어에서는 단모음 "아"가 /ə/로 약화되거나 완전히 생략되기 때문에, "스픈즈"에 가깝게 발음된다. 프랑스어권이나 영어권 등에서는 "sfenj"라는 철자로 널리 알려져 있다. 리비아 아랍어에서도 첫음절의 모음이 생략되어 "스핀즈"에 가깝게 발음되며, "sfinz"라는 철자로 알려져 있다. 다른 이름인 "카파프"도 "크프프"로 발음되며, "khfef"라는 철자로 알려져 있다.

## 사진

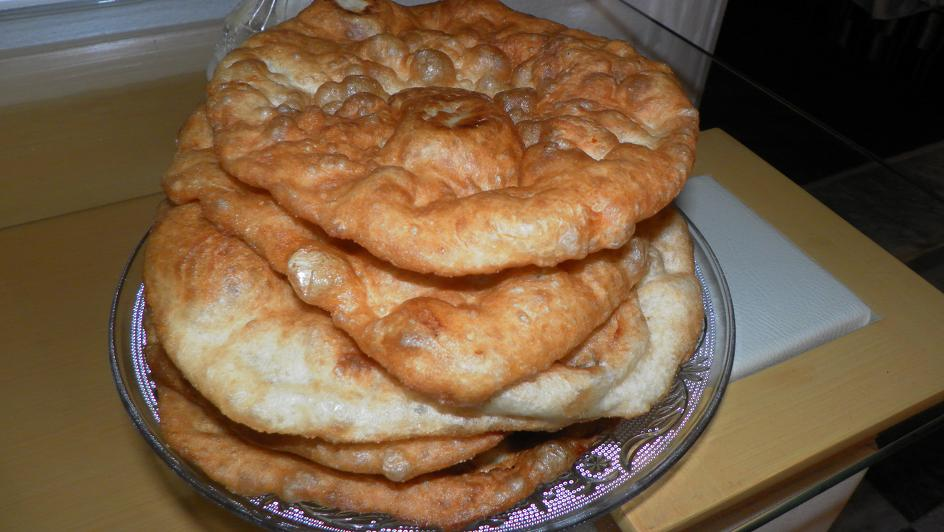
리비아식 스핀즈
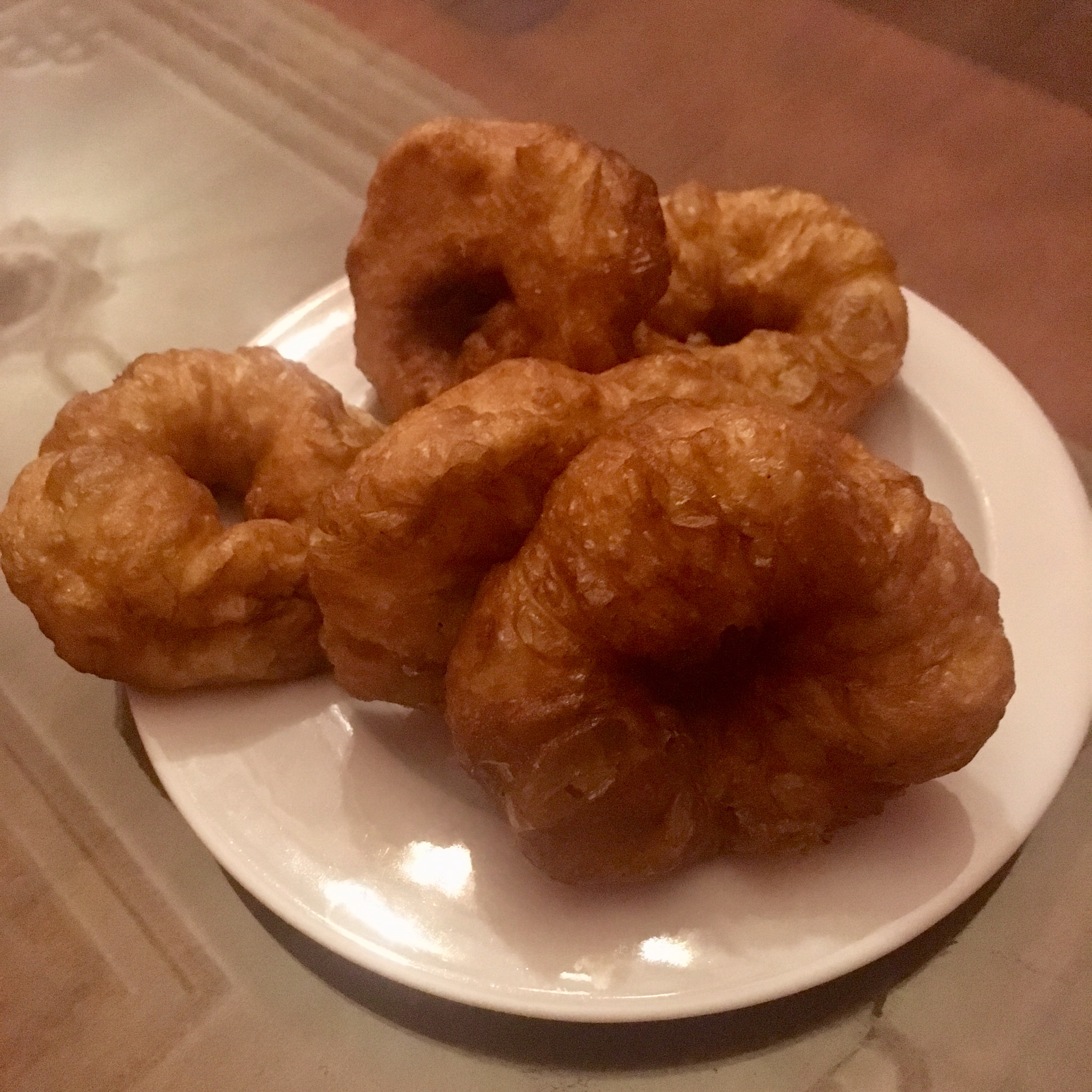
모로코식 스픈즈
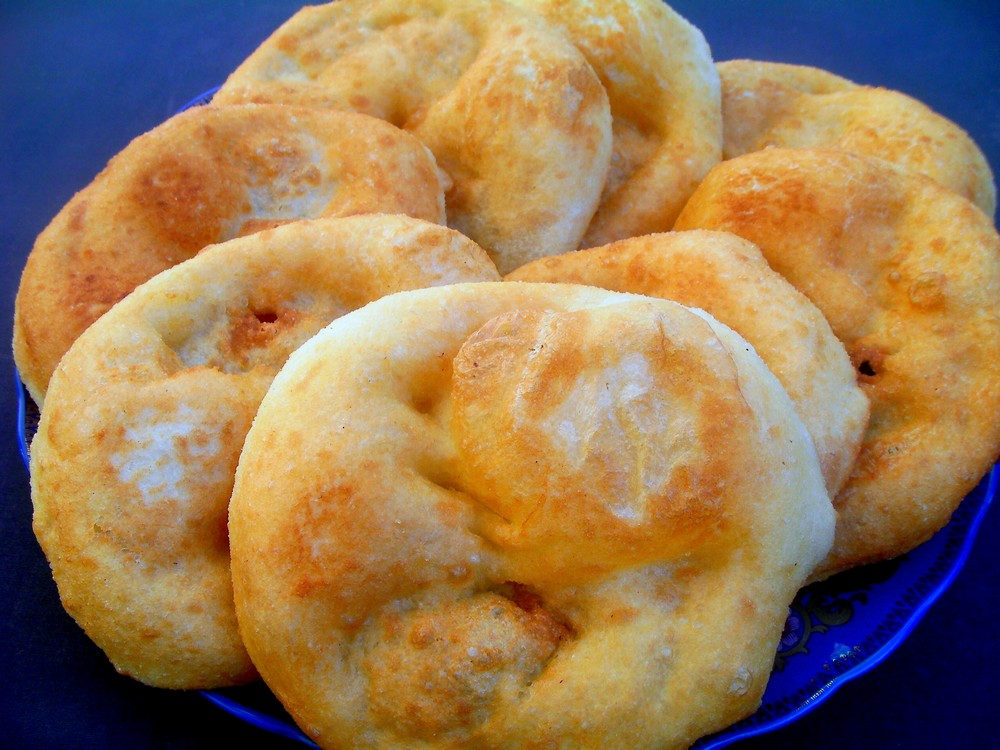
알제리식 스픈즈
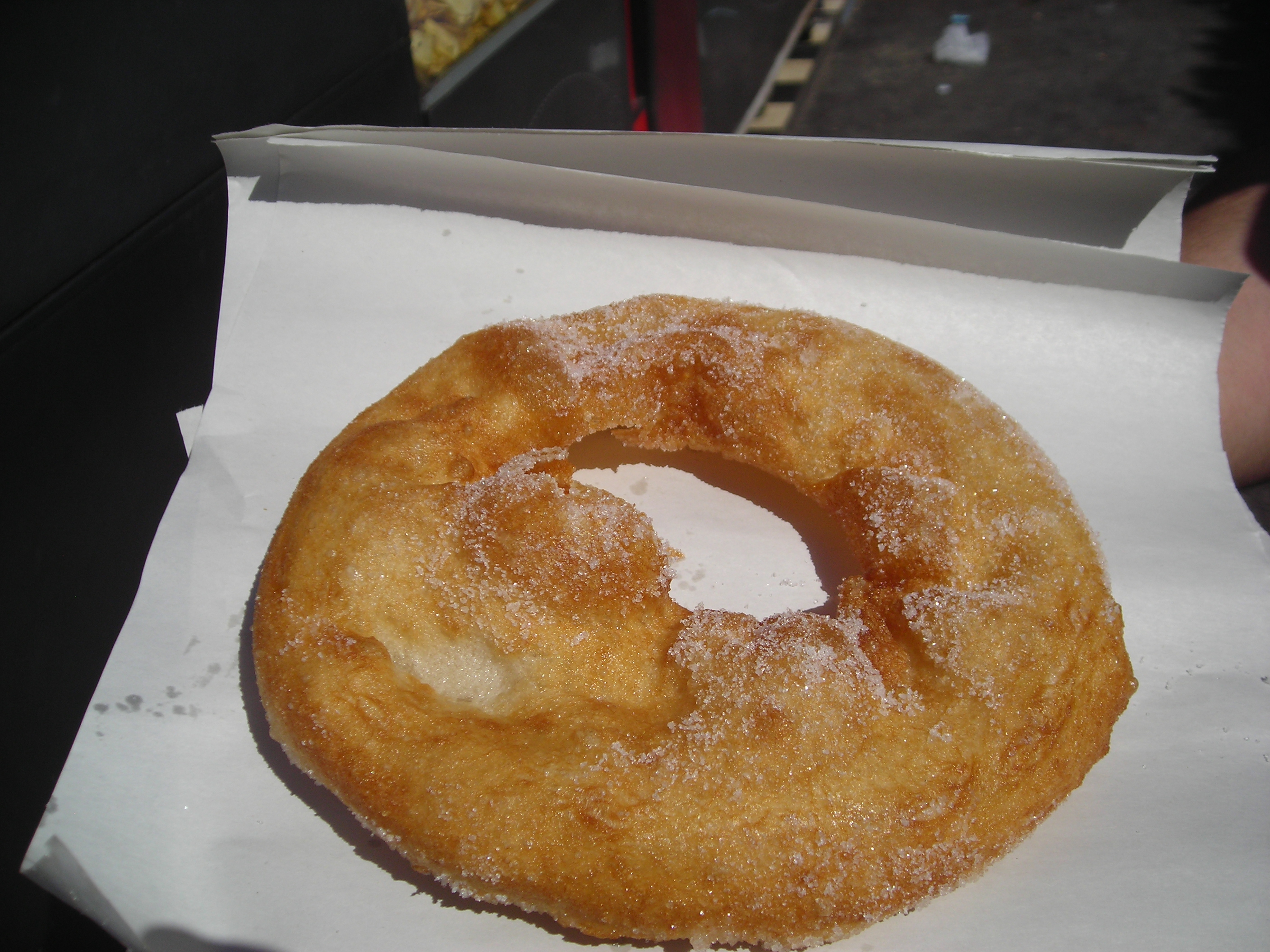
튀니지식 밤발루니

## 같이 보기
- 봄볼로네